# Saint-Martin-Cantalès
Saint-Martin-Cantalès – miejscowość i gmina we Francji, w regionie Owernia-Rodan-Alpy, w departamencie Cantal.
Według danych na rok 1990 gminę zamieszkiwało 207 osób, a gęstość zaludnienia wynosiła 11 osób/km² (wśród 1310 gmin Owernii Saint-Martin-Cantalès plasuje się na 643. miejscu pod względem liczby ludności, natomiast pod względem powierzchni na miejscu 493.).